# دلفينيات وأشباهها
الدلفينيات وأشباهها (الاسم العلمي: Delphinoidea) هي فصيلة عليا من الحيتانيات تتبع الحيتان المسننة.

## التصنيف
- فصيلة †الدلافين الشبيهة الفظ
  - جنس†الدلفين الشبيه الفظ
    - †دلفين شبيه الفظ رقيق الأسنان
    - †دلفين شبيه الفظ بيروفي
- فصيلة حيتان بيضاء
  - أسرة دلافين جناحية
    - جنس دلفين جناحي
      - دلفين جناحي أبيض, بلوغة

    - جنس † ذنب الأسد
      - ذنب الأسد قصير الرأس

    - جنس † دلفين بوهاسكا
      - دلفين بوهاسكا وحيد السن

  - أسرة حرشاوات البحر
    - جنس حريش البحر
      - حريش البحر وحيد القرن, نروال